# الأمل الرياضي بسيدي علي بن عون
الأمل الرياضي بسيدي علي بن عون هي جمعية كرة قدم تونسية تأسست سنة 1967 بمدينة سيدي علي بن عون من ولاية سيدي بوزيد و تنشط في رابطة الجنوب الغربي لكرة القدم للجمهورية التونسية.
من أبرز لاعبيه محي الدين عبدلي، مراد ونيس، نبيل العباسي، تميم نجعي، جعفر ميري، العيد سليماني، كمال حفصاوي، الحفصي جدي، فيصل جمالي، وليد صالحي، أنور الغربي، لطفي بسدوري.